# 島根県土地開発公社
島根県土地開発公社（しまねけんとちかいはつこうしゃ）は、島根県松江市古志原にある土地開発公社。2004年に島根県住宅供給公社の共通部門をしまね土地住宅機構として統合している。

## 業務
- 公有地取得事業
- あっせん事業
- 土地造成事業

## 分譲地
- ソフトビジネスパーク島根（松江市）
- 石見臨空ファクトリーパーク（益田市）